# Lijst van voetbalinterlands Duitse Democratische Republiek - Uruguay
Deze lijst van voetbalinterlands is een overzicht van alle officiële voetbalwedstrijden tussen de nationale teams van de Duitse Democratische Republiek (DDR) en Uruguay. De landen speelden zes keer tegen elkaar. De eerste ontmoeting, een vriendschappelijke wedstrijd, werd gespeeld in Montevideo op 3 januari 1965. Het laatste duel, eveneens een vriendschappelijke wedstrijd, vond plaats op 29 januari 1985 in de Uruguayaanse hoofdstad.

## Wedstrijden
| № | Plaats     | Datum            | Competitie        | Wedstrijd                                | Uitslag |
| - | ---------- | ---------------- | ----------------- | ---------------------------------------- | ------- |
| 1 | Montevideo | 3 januari 1965   | Vriendschappelijk | Uruguay – Duitse Democratische Republiek | 0 – 2   |
| 2 | Montevideo | 8 februari 1971  | Vriendschappelijk | Uruguay – Duitse Democratische Republiek | 0 – 3   |
| 3 | Montevideo | 10 februari 1971 | Vriendschappelijk | Uruguay – Duitse Democratische Republiek | 1 – 1   |
| 4 | Leipzig    | 27 mei 1972      | Vriendschappelijk | Duitse Democratische Republiek – Uruguay | 1 – 0   |
| 5 | Rostock    | 31 mei 1972      | Vriendschappelijk | Duitse Democratische Republiek – Uruguay | 0 – 0   |
| 6 | Montevideo | 29 januari 1985  | Vriendschappelijk | Uruguay – Duitse Democratische Republiek | 3 – 0   |

## Samenvatting
| Competitie        | Totaal gespeeld | Winst DDR | Gelijk | Winst Uruguay | Doelsaldo DDR – Uruguay |
| ----------------- | --------------- | --------- | ------ | ------------- | ----------------------- |
| Vriendschappelijk | 6               | 3         | 2      | 1             | 7 − 4                   |
| Totaal            | 6               | 3         | 2      | 1             | 7 − 4                   |

Wedstrijden bepaald door strafschoppen worden, in lijn met de FIFA, als een gelijkspel gerekend.

## Details

### Eerste ontmoeting
| Vriendschappelijk (Montevideo, Uruguay, 3 januari 1965): |              | |
| Uruguay | 0 – 2        | Duitse Democratische Republiek |
| | goals        | 76' Henning Frenzel 88' Peter Ducke |
| Rafael Milans | bondscoach   | Károly Sós |
| Walter Taibo Elgar Baeza Nelson Díaz Edguardo González 46' Roberto Gil ??' Marío Méndez Julio César Abbadie Pedro Rocha José Sacía Héctor Silva Juan Joya ??' | opstellingen | Horst Weigang Otto Fräßdorf Manfred Walter Manfred Geisler Herbert Pankau Gerhard Körner 5' Rainer Nachtigall 46' Jürgen Nöldner Peter Ducke Dieter Erler Eberhard Vogel |
| Héctor Cincunegui 46' ??' Miguel Moreno 73' Luis Ubiña ??' Raúl Núñez ??'                                                                                     | wissels      | 5' Roland Ducke 46' Henning Frenzel |

### Vierde ontmoeting
| Vriendschappelijk (Leipzig, Duitse Democratische Republiek, 27 mei 1972):                                                                                          |              | |
| Duitse Democratische Republiek | 1 – 0        | Uruguay |
| Harald Irmscher 81' | goals        | |
| Georg Buschner | bondscoach   | Hugo Bagnolo |
| Jürgen Croy Gerd Kische Manfred Zapf Konrad Weise Bernd Bransch Harald Irmscher Wolfgang Seguin 53' Joachim Streich Jürgen Sparwasser Peter Ducke Ralf Schulenberg | opstellingen | Alberto Carrasco Juan Pedro Ascery Juan Masnik Mario González Julio Montero Castillo Juan Carlos Blanco 77' Luis Montero 77' Ildo Maneiro Víctor Espárrago 68' Pierino Lattuada Romeo Corbo |
| Reinhard Hafner 53' | wissels      | 68' Agapito Rivero 77' Luis Villaba 77' Ángel Ferreira |

### Vijfde ontmoeting
| Vriendschappelijk (Rostock, Duitse Democratische Republiek, 31 mei 1972):                                                                                      |              | |
| Duitse Democratische Republiek | 0 – 0        | Uruguay |
| | goals        | |
| Georg Buschner | bondscoach   | Hugo Bagnolo |
| Jürgen Croy Jochen Carow Gerd Kische Konrad Weise Bernd Bransch Harald Irmscher Reinhard Häfner Jürgen Pommerenke Joachim Streich Peter Ducke Ralf Schulenberg | opstellingen | Alberto Carrasco Baudilio Jauregui Juan Masnik Víctor Espárrago Julio César Jiménez Julio Mario Castillo Agapito Rivero Alberto Cardaccio Mario González 60' Pierino Lattuada Romeo Corbo |
| | wissels      | 60' Ildo Maneiro |

### Zesde ontmoeting
| Vriendschappelijk (Montevideo, Uruguay, 29 januari 1985): |              | |
| Uruguay | 3 – 0        | Duitse Democratische Republiek |
| Carlos Aguilera 37' Jorge da Silva 78' Enzo Francescoli 84' | goals        | |
| Omar Borrás | bondscoach   | Bernd Stange |
| Rodolfo Rodríguez Nelson Gutiérrez Eduardo Acevedo Néstor Montelongo 64' Miguel Bossio 70' Daniel Martínez Carlos Aguilera Jorge Barrios 73' Amaro Nadal 65' Enzo Francescoli Jorge da Silva | opstellingen | René Müller Hans-Jürgen Dörner Ronald Kreer Andreas Trautmann Uwe Zötzsche Jörg Stübner 79' Matthias Liebers 46' Rainer Ernst Matthias Döschner 85' Ralf Minge Andreas Thom |
| Víctor Diogo 64' Sergio Santín 65' Darío Pereira 70' Mario Saralegui 73' | wissels      | 46' Wolfgang Steinbach 79' Frank Rohde 85' Michael Glowatzky |